# Jan Milan
Jan Milan, v Rusku pod přijatým jménem František Emilian (Франциск Эмилиан) (1662 Doksy u Dubu – 24. ledna 1737 Bohosudov) byl český jezuitský misionář, v Rusku u Kalmyků a Tatarů.
Studoval v Brně a Praze, poté učil orientální jazyky a matematiku. Na základě žádosti o vyslání na misii byl poslán do Ruska, kde v letech 1700–1719 (do vykázání misionářů ze země) také působil. V Moskvě budoval misonářskou jezuitskou knihovnu a poté v místech poblíž Azovského moře a v Povolží působil jako misionář.
Z jeho misionářského působení se dochoval rukopis Missio asophiensis et taganrokensis, chovaný v Národní knihovně České republiky, signatura VIII H 75. Slovní popis misionářské činnosti a zvyklostí národů doprovodil Milan svými kresbami, včetně ukázek místních písem. Podal zprávu o Kalmyckém náboženství (šamanismu a buddhismu).